# Wang Yu (prins)

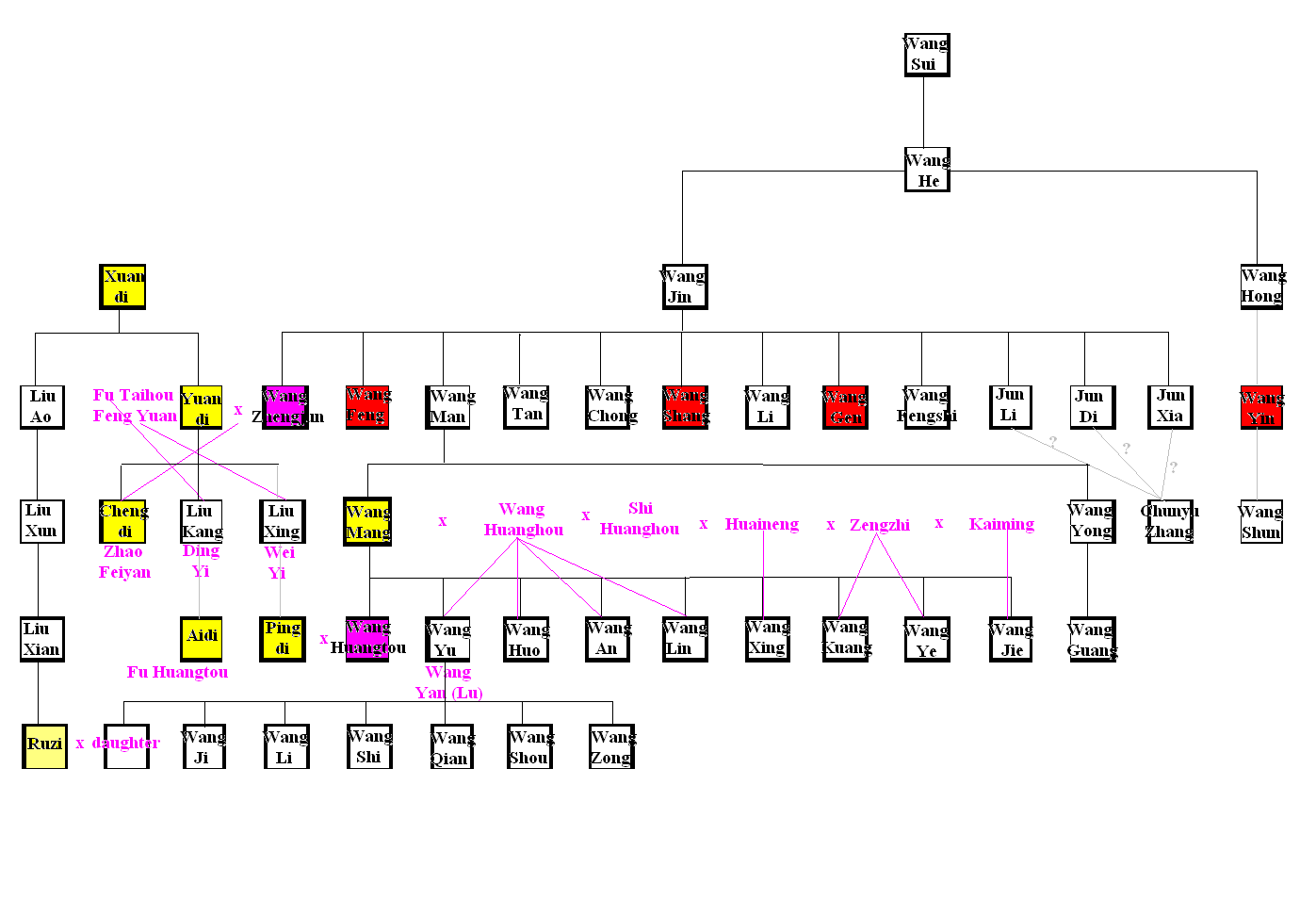
Stamboom van de familie Wang

Wang Yu (†3 na Chr.) was de oudste zoon van de Chinese keizer Wang Mang (r. 9-23 na Chr.) en zijn vrouw keizerin Wang. Hij was getrouwd met Lü Yan. Wang Yu kwam in conflict met zijn vader over de politiek die hij volgde ten aanzien van familieleden van keizer Ping (r. 1 v.Chr - 6 na Chr.). Dit leidde in het jaar 3 tot de gedwongen zelfmoord van Wang Yu.

## Biografie
In het jaar 1 v.Chr werd de achtjarige Pingdi geïnstalleerd als keizer. Wang Mang werd regent. Hij verbood Wei Yi (衛姨, de moeder van Ping) en leden van de Wei-clan om zich in de hoofdstad te vestigen of contact met de nieuwe keizer te onderhouden. Hij wilde zo verhinderen dat die verwanten te machtig werden waardoor zij een bedreiging konden vormen voor de machtige positie van Wang Mang aan het hof. Wang Yu was het oneens met het besluit van zijn vader. Hij voorzag een machtsstrijd tussen zijn familie en de Wei-clan als de keizer eenmaal volwassen zou zijn en vreesde dat hij dan het slachtoffer van vergelding zou worden. Wang Yu liet Wei Yi een verzoekschrift schrijven, waarin zij vroeg contact met haar zoon, de keizer, te mogen hebben. Uiteraard werd dit verzoek door Wang Mang afgewezen. Om zijn vader alsnog te overtuigen zocht Wang Yu in 3 na Chr. steun bij zijn leraar Wu Zhang (吳章) en bij zijn zwager Lü Kuan (呂寬), oudste broer van zijn vrouw Lü Yan. Zij wisten dat Wang Mang sterk geloofde in voortekens en besloten de toegangspoort tot zijn residentie in het geheim te besmeuren met bloed. Wu Zhang zou dit als confucianistische geleerde vervolgens uitleggen als een voorteken om Wei Yi alsnog toe te laten tot het hof. Het plan werd uitgevoerd onder leiding van Lü Kuan. Het werd snel duidelijk wie er verantwoordelijk waren. Wang Yu werd gevangengenomen en door zijn vader tot zelfmoord gedwongen. Hij was de tweede zoon die dit lot trof. In 2 v.Chr. was ook Wang Huo gedwongen zelfmoord te plegen. Naast Wang Yu werden ook Wu Zhang, Lü Yan (de vrouw van Wang Yu) en haar broer Lü Kuan terechtgesteld. Uiteindelijk zijn ruim honderd tegenstanders en potentiële concurrenten van Wang Mang ter dood gebracht, waaronder ook leden van de familie Wei.
De zes zonen van Wang Yu (Wang Qian, Wang Shou, Wang Ji, Wang Zong, Wang Shi en Wang Li) verkregen in 9 na Chr., toen hun grootvader Wang Mang werd geïnstalleerd als keizer, ieder de adellijke titel hertog (公, Gong). Een dochter van Wang Yu waarvan de naam niet is overgeleverd werd als echtgenote toegewezen aan Liu Ying, de in 9 na Chr. afgezette laatste (nominale) heerser van de Westelijke Han-dynastie. In juan 99 van het Boek van de Han wordt ten slotte Wang Fang vermeld als een dochter van Wang Yu.